# 에마키모노
에마키모노(絵巻物)는 일본에서 독자적으로 발전한 그림의 형식으로, 가로방향에 긴 일본 화지나 비단을 수평방향에 접속해서 장대한 화면을 만들고, 정경이나 이야기를 연속적으로 표현한 것이다. 헤이안시대에 뛰어난 작품이 많았으며, 가마쿠라 시대까지 유행이 계속되었다.

## 이미지

에마키모노
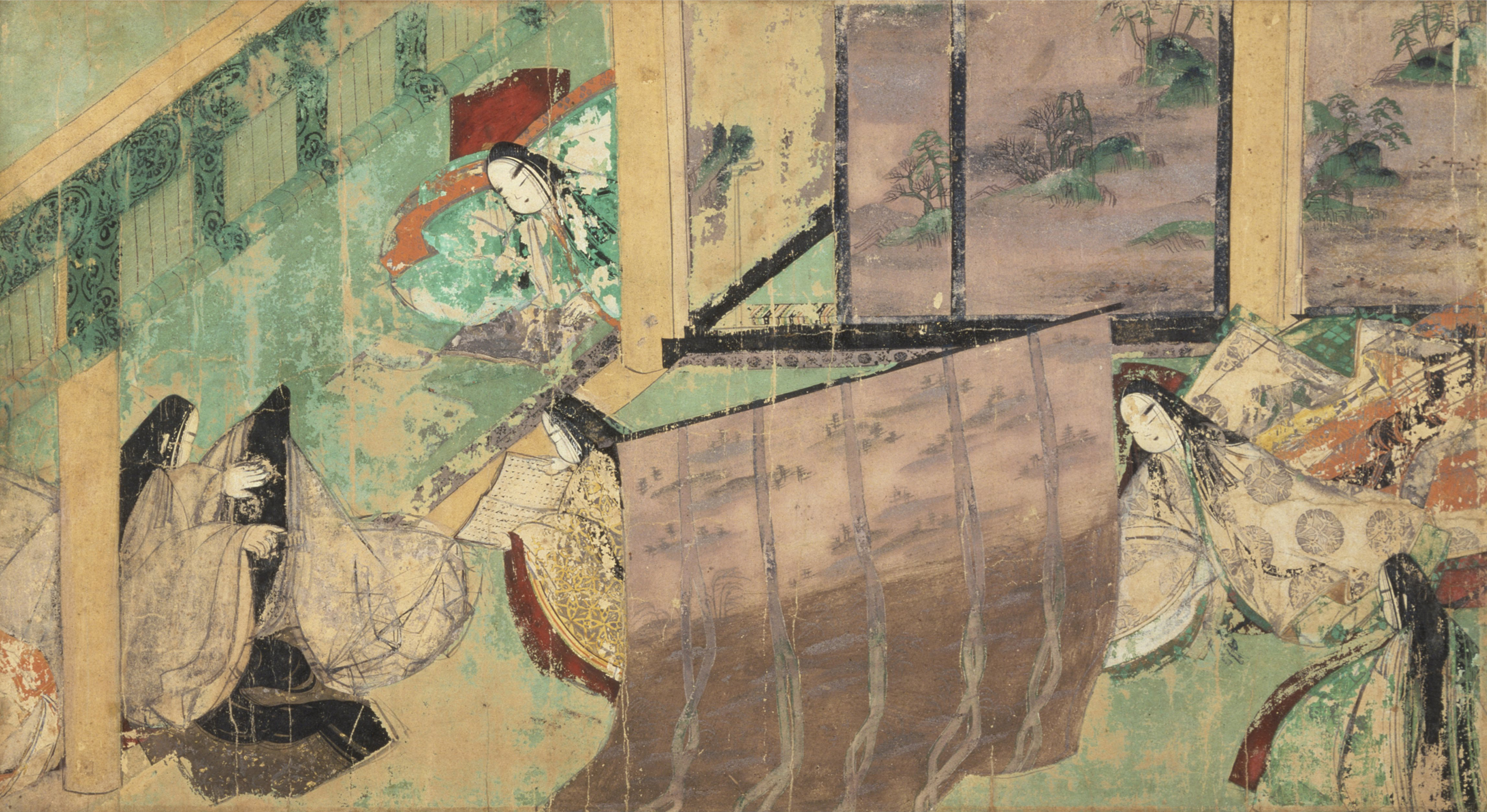
源氏物語絵巻(헤이안시대)
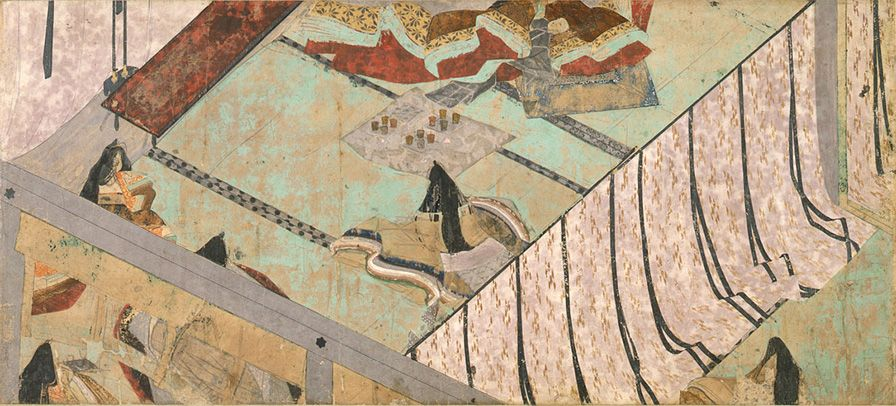
紫式部日記絵巻(헤이안시대)
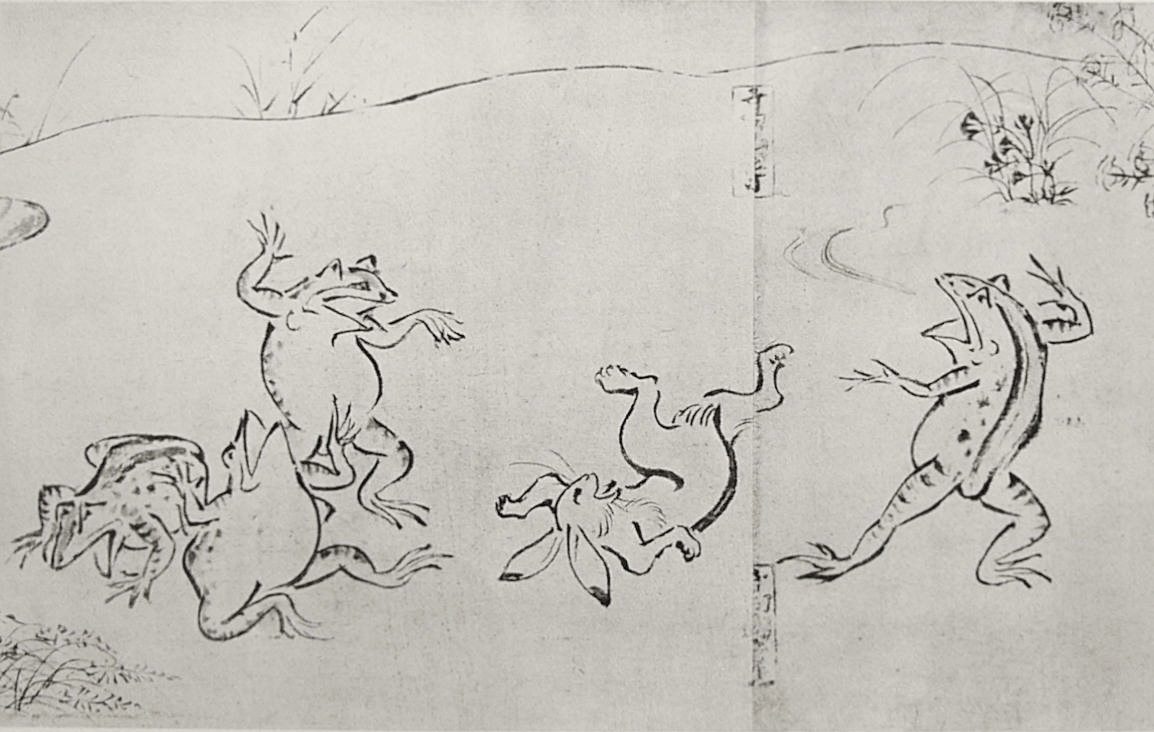
鳥獣人物戯画(헤이안시대)
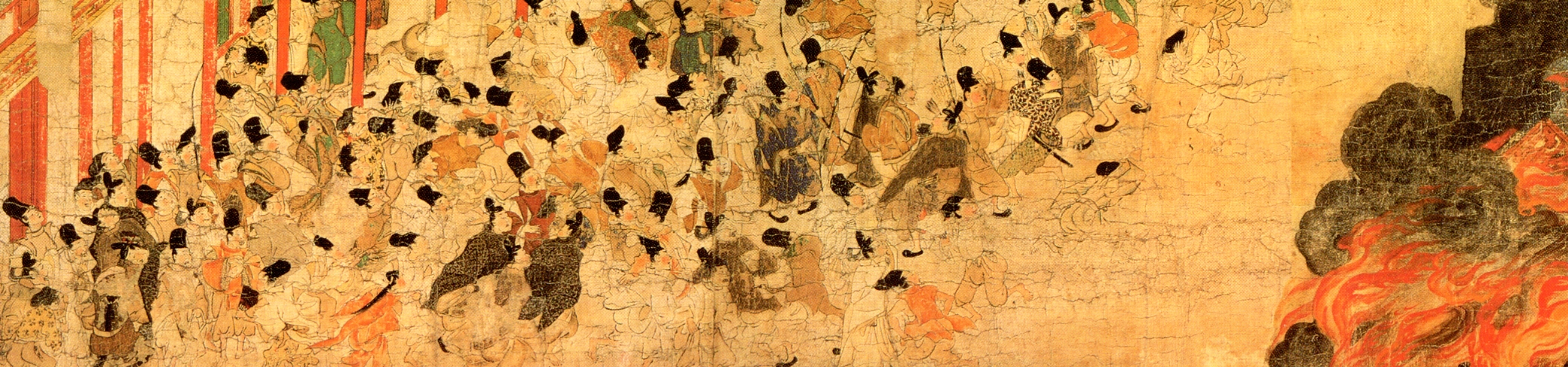
伴大納言絵巻(헤이안시대)
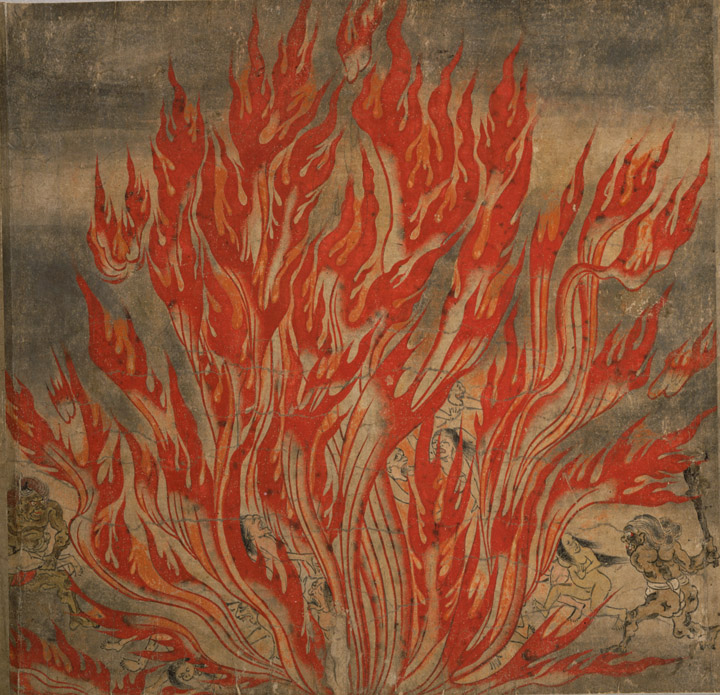
地獄草紙(헤이안시대)
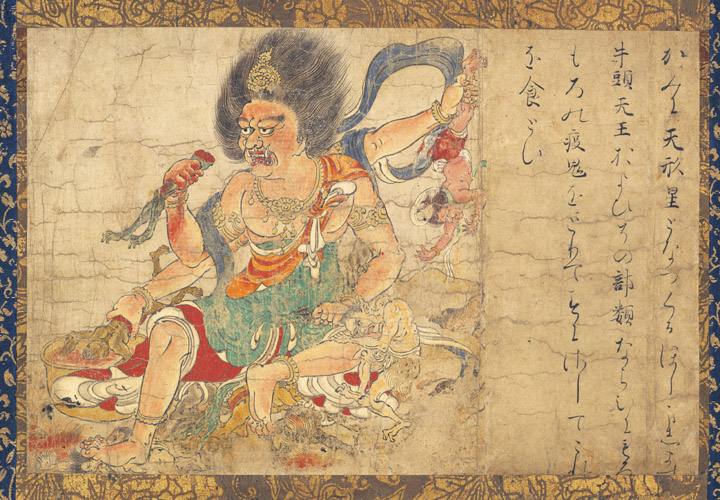
辟邪絵(헤이안시대)
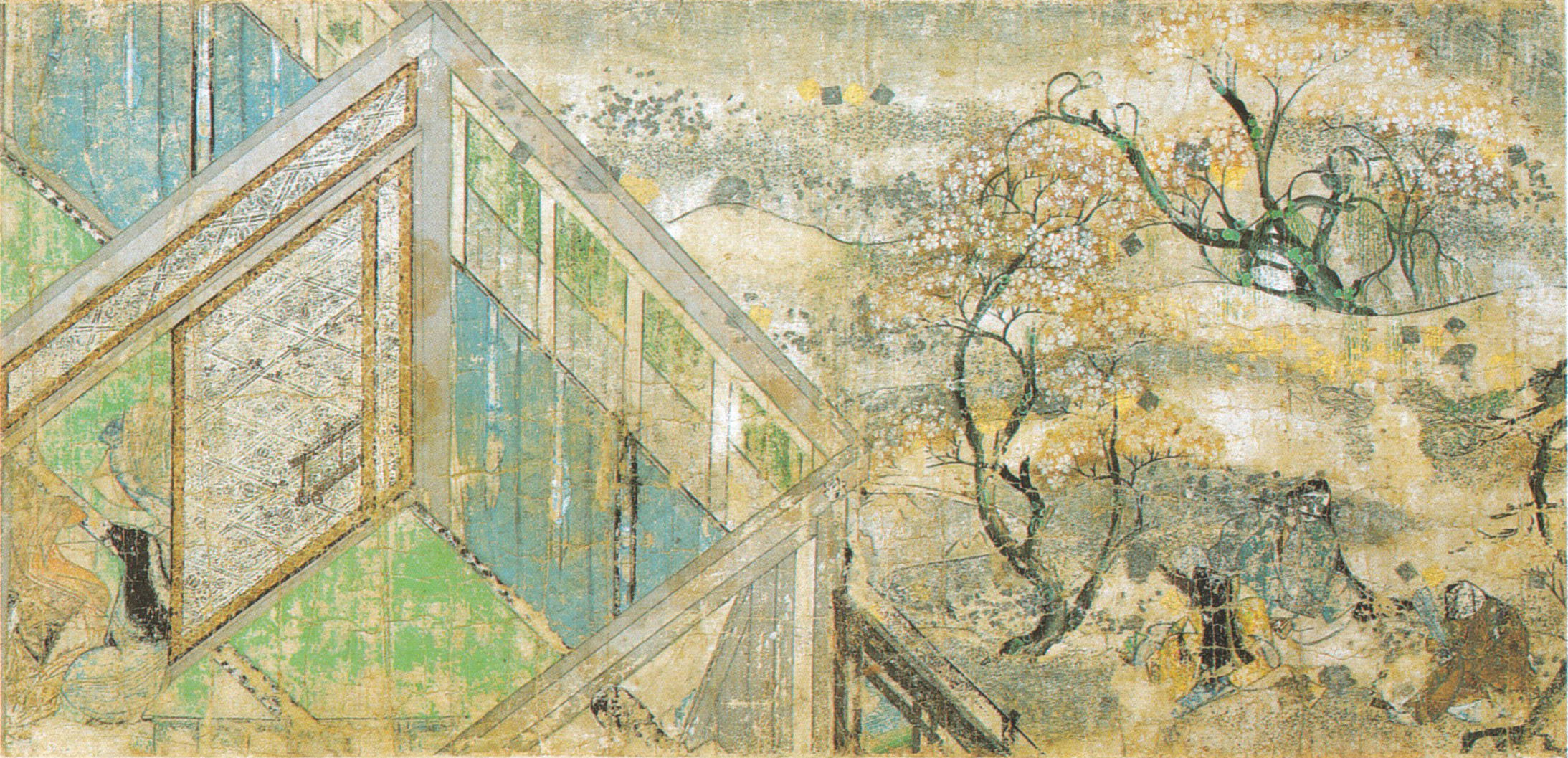
寝覚物語絵巻(헤이안시대)
信貴山縁起絵巻(헤이안시대)
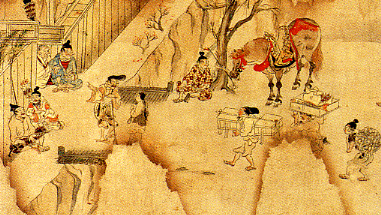
粉河寺縁起(가마쿠라시대)
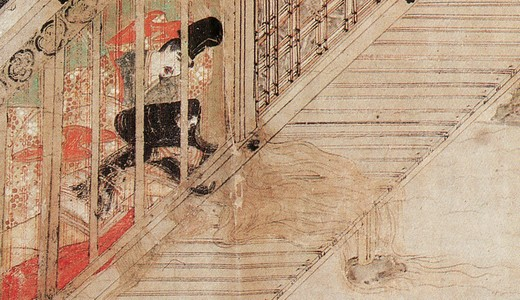
長谷雄草紙(가마쿠라시대)
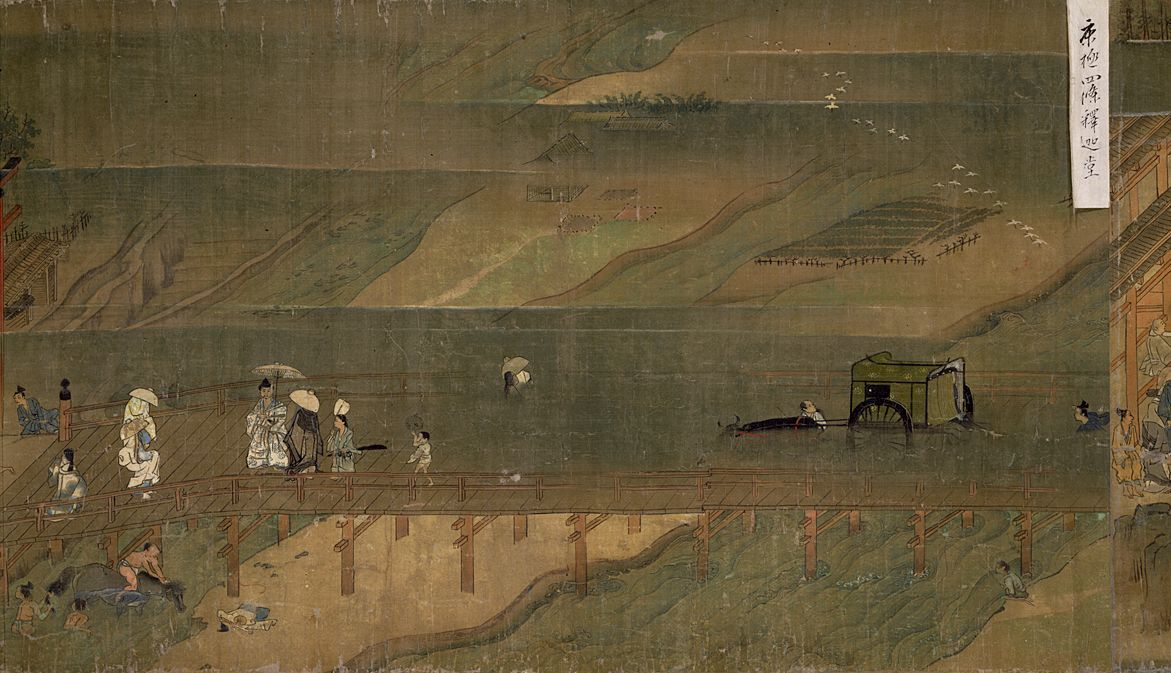
一遍上人絵伝(가마쿠라시대)
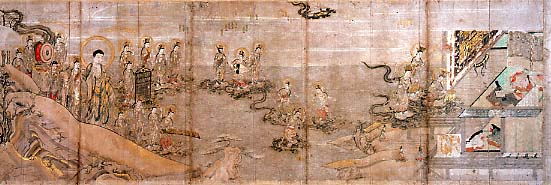
当麻曼荼羅縁起(가마쿠라시대)
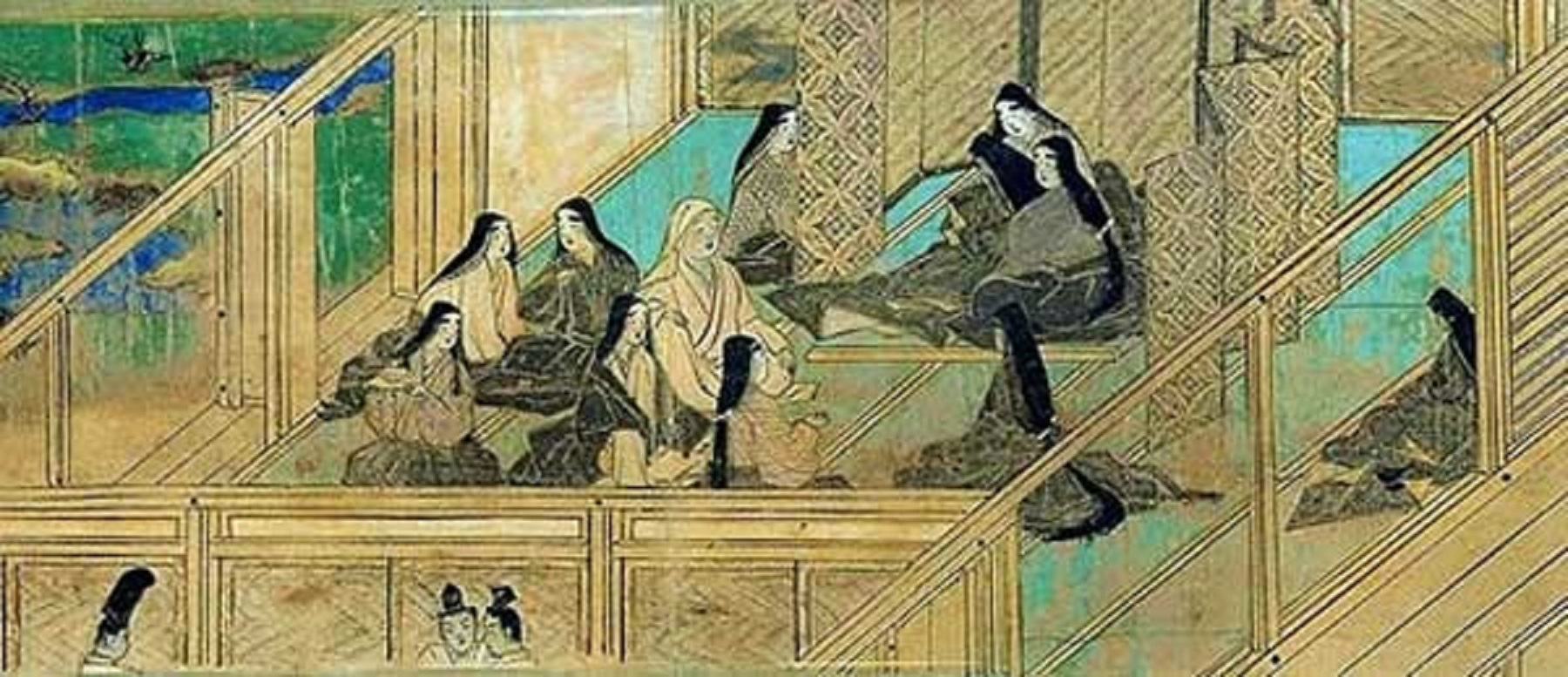
法然上人絵伝(가마쿠라시대)
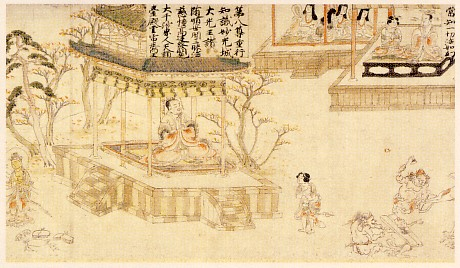
華厳五十五所絵(가마쿠라시대)
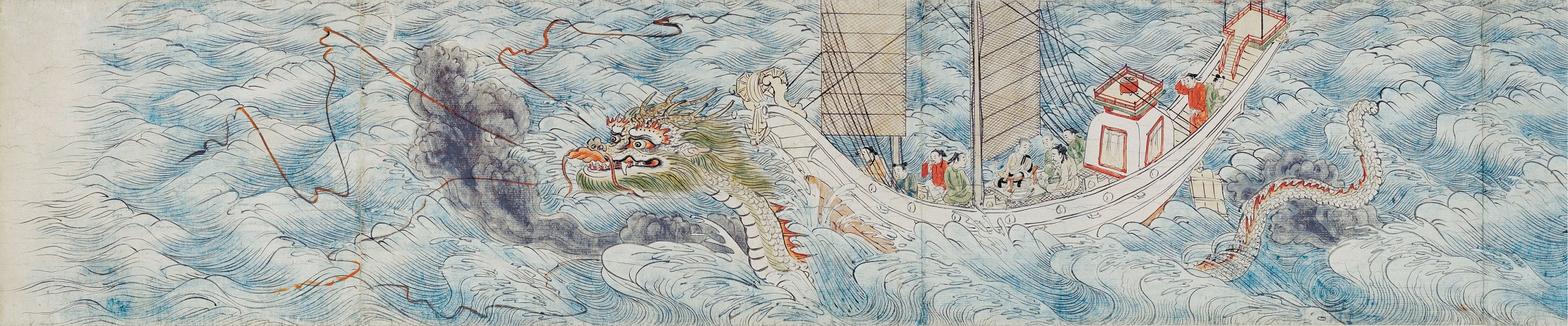
華厳宗祖師絵伝(가마쿠라시대)
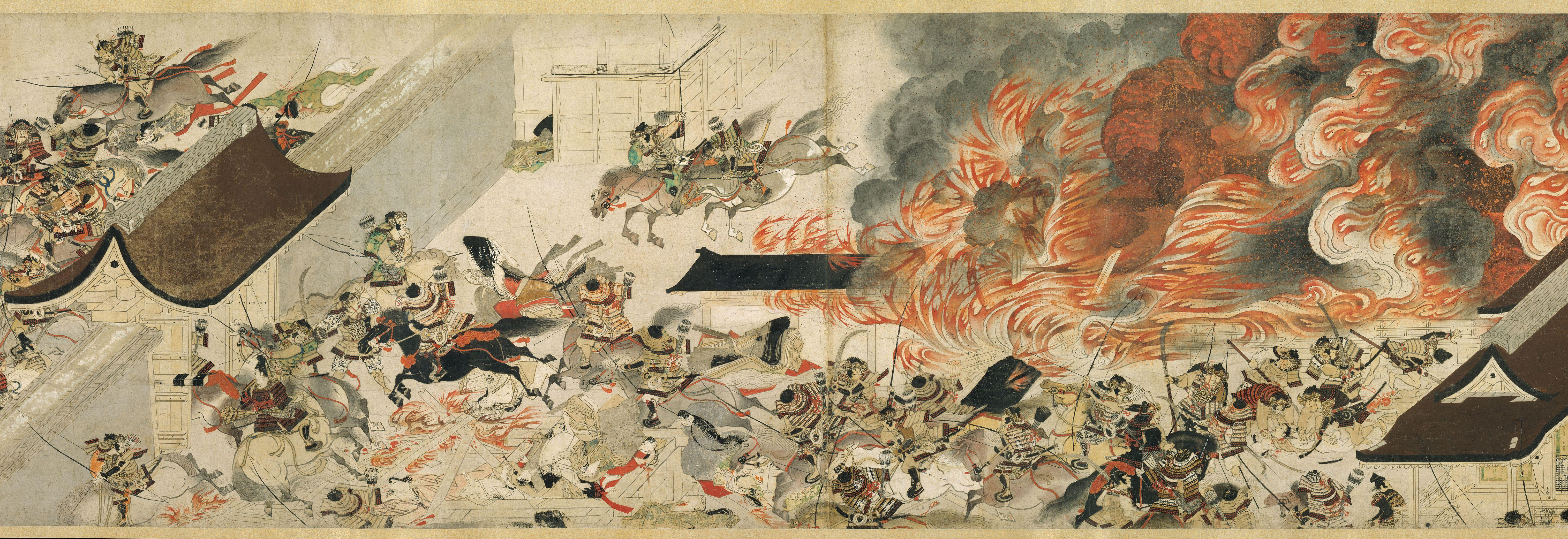
平治物語絵巻(가마쿠라시대)
蒙古襲来絵詞(가마쿠라시대)